# Alemannische Bühne Freiburg

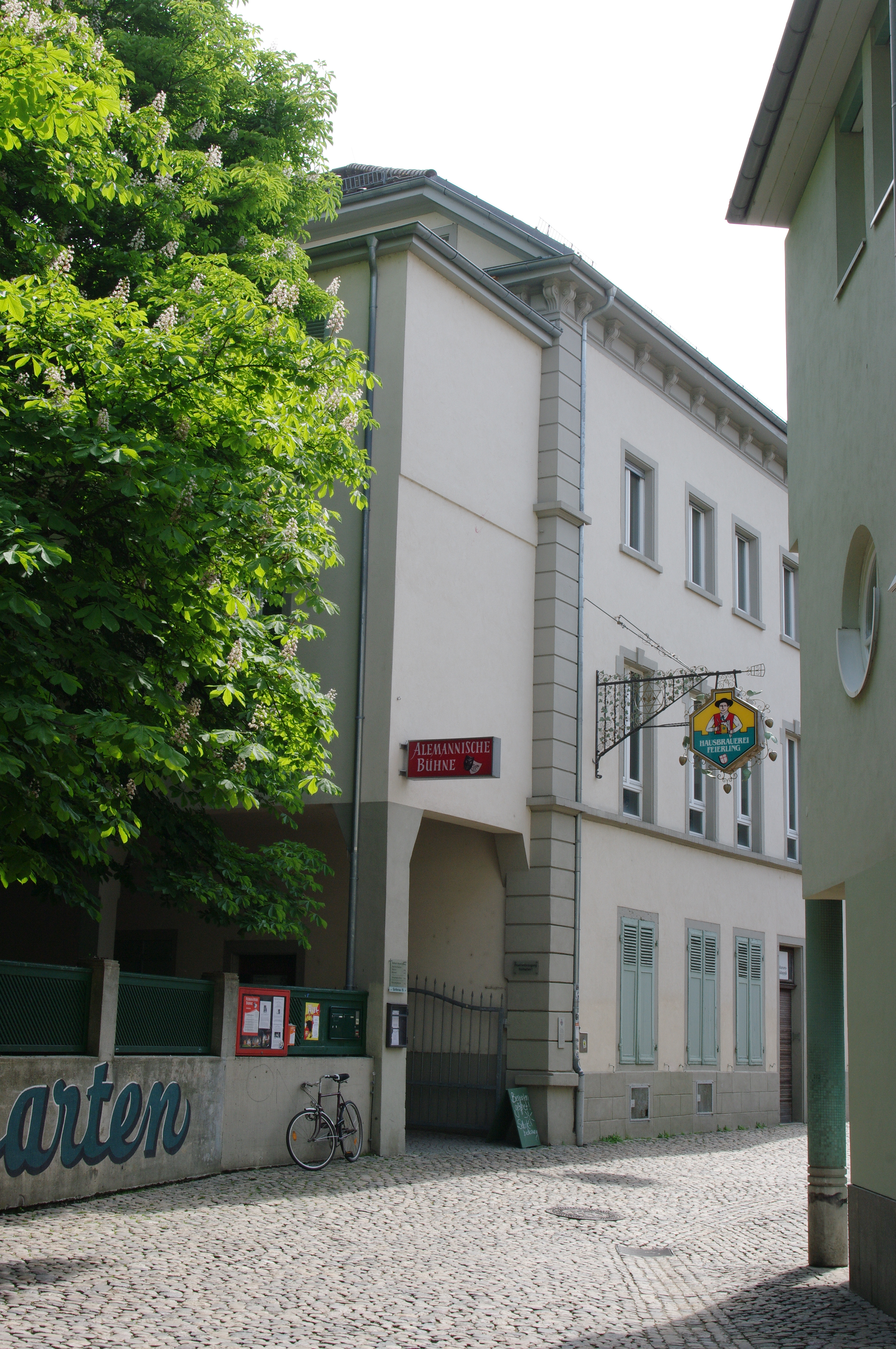
Der unscheinbare Eingang zur Alemannische Bühne Freiburg

Die Alemannische Bühne Freiburg wurde 1924 unter dem Namen Elsässische Theater im Breisgau von in Freiburg im Breisgau lebenden Elsaß-Lothringern gegründet. Als Mundarttheater wurde mit Laienschauspielern bis in die Kriegsjahre gespielt.
1950 wurde dann  die „Alemannische Heimatbühne Freiburg i. Br.“, die zunächst als reines Tourneetheater in ganz Südbaden gastierte, gegründet. Unter dem Namen „Alemannische Bühne Freiburg e. V.“ hat sich das Theater im Kulturleben der Stadt sowie in der Umgebung einen Namen gemacht.
Spielstätte ist der Theatersaal im ehemaligen Gebäude der Feierling-Brauerei in der Gerberau, das 1978 bezogen wurde. Neben dem eigenen Programm, zwei Mundartstücke und ein Jugendstück pro Monat in der Zeit von Oktober bis Juni, wird der Theatersaal in den spielfreien Zeiten für musikalische-, kabarettistische- und Theatergastspiele befreundeter Bühnen aus dem Dreiländereck unter dem Begriff „Kleinkunst im Theatersaal der Alemannischen Bühne“ genutzt.